# Královský rychtář
Královský rychtář, nazývaný též císařský rychtář, působil v královských městech v letech 1547–1783. Byl to správní úředník, jehož úkolem bylo kontrolovat chod městské správy z hlediska fiskálních a ideologických zájmů panovníka.

## Kompetence a činnost

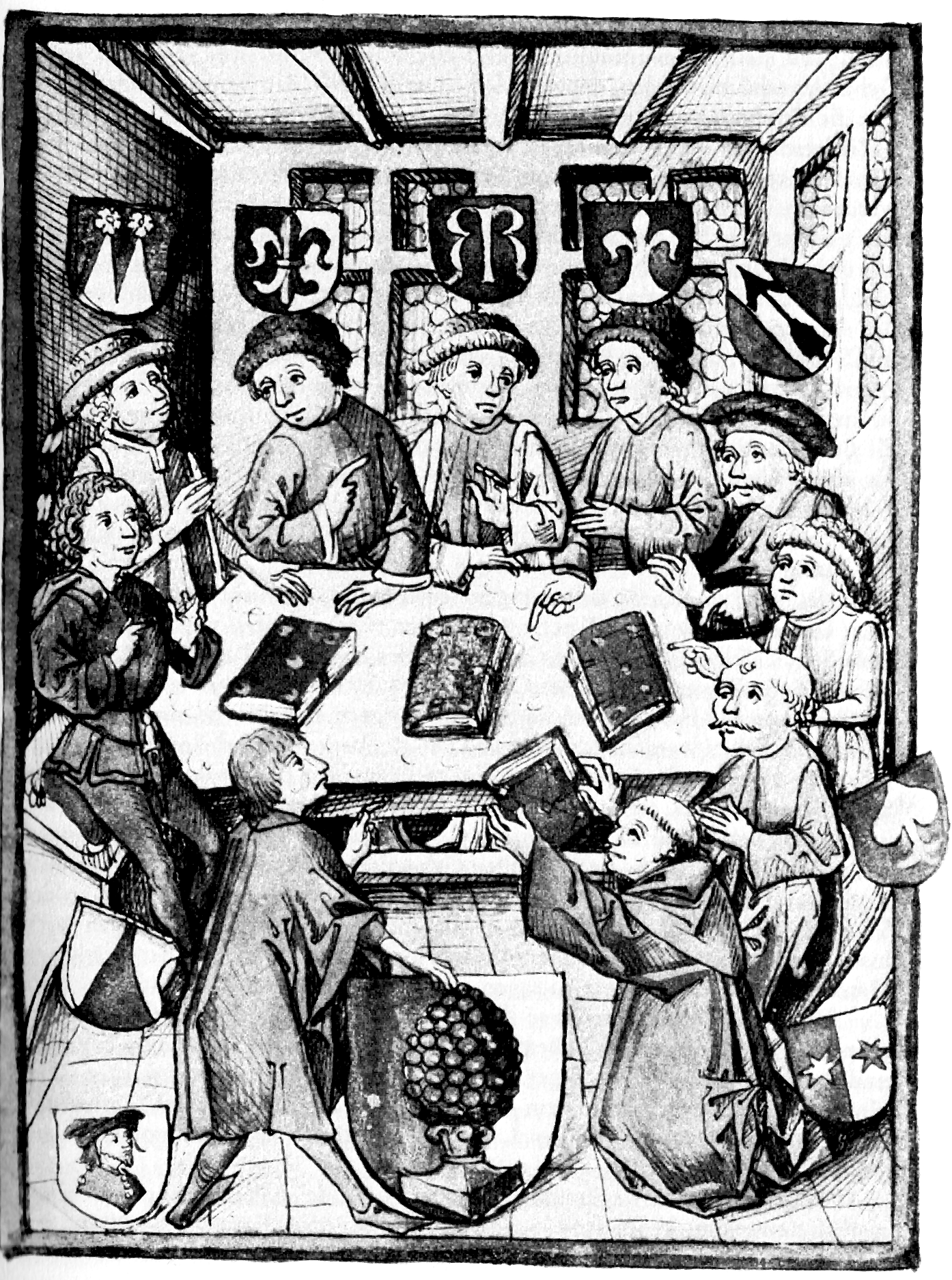
Zasedání městské rady ve středověku

Pro královská města měla porážka stavovského odboje z roku 1547 neblahé následky. Na určitou dobu jim byla odňata panovnická privilegia, dočasně přišly o své poddanské a zádušní vesnice. Zároveň byla ve všech zřízena nová správní funkce v podobě královského rychtáře. V pražských městech byla za tímto účelem zřízena funkce královských komisařů. Ve městech tak působili rychtáři dva: městský měl na starosti potírání kriminality a v rámci tzv. rychtářského soudu vykonával jurisdikci nad menšími přestupky. Naproti tomu královský rychtář, v pramenech také nazývaný "císařský", ve městě hájil panovnické zájmy a účastnil se všech zasedání městské rady a konšelského soudu.
Královského rychtáře jmenovala Česká komora. Měl na starosti hospodářské zájmy panovníka. Dohlížel tudíž, aby se do státní pokladny odváděly povinné dávky, např. peníze z odúmrti a berně, měl dohled nad cechy. Do jeho kompetence spadal i dozor nad zádušním hospodařením. Teoreticky měl dohlížet i na účast v nedělních bohoslužbách. Česká komora do funkce dosazovala příslušníky místní vládnoucí elity, často respektovala návrh příslušné městské rady. Například v Táboře působilo v letech 1548–1619 celkem devět královských rychtářů. Šest z nich na tuto pozici přešlo z funkce primátora. V předbělohorském období bývala funkce často doživotní. Královští rychtáři se do městské správy zapojovali i jako členové komisí ustanovovaných městskou radou. Například v Litoměřicích zasedal roku 1603 v tříčlenné komisi pro dozor nad městským pivovarem také královský rychtář, podobné případy jsou známé i z Loun. 
Situace se změnila po bitvě na Bílé Hoře. Na místa rychtářů byli dosazováni lidé zvenčí, kteří neměli vazby na místní patriciát a především byli katolíky. Byli pověřeni správou konfiskovaného majetku. Nejednou to byli lidé pochybného charakteru, kteří museli být kvůli zpronevěrám odvoláni, jako např. Jan Začal z Biletína, Bartoloměj Banko z Weissenburku a Hynek Bolenda ve 20. a 30. letech 17. století v Lounech. Rychtář Jindřích Berg si v téže době v Žatci přivlastňoval dávky z posudného, které patřilo královské pokladně, a nezaplatil městu ani za udělení měšťanství, ani za nakoupený slad.
V 18. století, po provedení rekatolizace, už byl královský rychtář opět jmenovaný na návrh městské rady. Úřad byl zrušen v rámci reformy zemské správy v roce 1783.